# Джоан Роулинг
Джоан Ро̀улинг (на английски: Joan Rowling, английско произношение: /ˈrəʊlɪŋ/, rolling, Ро̀линг), известна с псевдонима Дж. К. Роулинг, е английска писателка и филантроп. Тя е автор на Хари Потър, поредица от седем фентъзи романа, публикувана от 1997 г. до 2007 г. Поредицата е продадена в над 600 милиона копия, преведена е на 84 езика и е породила глобален медиен франчайз, включително филми и видеоигри. Вакантен пост е първият ѝ роман за възрастни. Роулинг пише поредицата Корморан Страйк, съдържаща до момента седем криминални романа, под псевдонима Робърт Галбрейт.
Родена Йейт, Глостършър, Роулинг работи като изследовател и секретар в Амнести Интернешънъл през 1990 г., когато замисля идеята за поредицата Хари Потър. Седем години по-късно – период, през който вижда смъртта на майка си, раждането на първото си дете, развода с първия си съпруг и относителната бедност – излиза първият роман от поредицата, Хари Потър и Философският камък (1997). Следват шест продължения, завършвайки с Хари Потър и Даровете на Смъртта (2007). През 2008 г. Форбс я обявява за най-добре платения писател в света.
Романите проследяват момче на име Хари Потър, докато посещава Хогуортс (училище за магьосници) и се сражава с Лорд Волдемор. Смъртта и разделението между доброто и злото са централните теми в поредицата. Сред вдъхновенията ѝ се нареждат училищните истории, приказките и християнската алегория. Поредицата възражда фентъзито като жанр на детския пазар, поражда множество имитатори и вдъхновява активен фен клуб. Критичният прием е по-смесен. Много рецензенти виждат писането на Роулинг като конвенционално; някои смятат нейното изобразяване на пола и социалното разделение за регресивно. Има и религиозни дебати около поредицата за Хари Потър.
Роулинг печели много признания за работата си. Присъден ѝ е Орденът на Британската империя и е член на Ордена на кавалерите на честта за услуги в областта на литературата и филантропията. Поредицата Хари Потър ѝ носи богатство и признание, които тя използва за насърчаване на филантропични начинания и политически каузи. Тя създава Volant Charitable Trust през 2000 г. и е съосновател на благотворителната организация Lumos през 2005 г. Филантропията на Роулинг е съсредоточена върху медицински каузи и подкрепа на жени и деца в риск. През 2012 г. Форбс изчислява, че благотворителните дарения на Роулинг възлизат на 160 милиона щатски долара. Тя също е благодетел на британската Лейбъристка партия и се противопоставя на шотландската независимост и Брекзит.
От 2017 г. насам Роулинг изказва мнението си за транссексуалните хора и свързаните с тях граждански права. Нейните коментари, описани като трансфобски от критици и организации за защита на правата на ЛГБТ, разделят феминистките, подхранват дебати за свободата на словото и отмяната на културата и предизвикат декларации за подкрепа за транссексуалните хора от културния сектор.

## Биография
Родена е на 31 юли 1965 г. в Йейт, Глостършър. Има сестра, с две години по-малка от нея – Даяна. Семейството ѝ се премества близо до село Уинтърборн (Winterbourne), когато Роулинг е на 4. Отдавали ѝ се езиците, но не и спортът и математиката.
През декември 1990 г. майка ѝ умира от множествена склероза едва на 45-годишна възраст. Роулинг казва по този повод: Пишех „Хари Потър“ в момента, в който майка ми почина. Никога не успях да ѝ разкажа за „Хари Потър“. Татко ме извика в 7 часа на следващата сутрин и просто разбрах какво се беше случило още преди да проговори... Почти не минава ден, в който да не мисля за нея. Имах толкова много да ѝ разказвам.
От 1991 до края на 1993 г. живее в Португалия и работи като преподавателка по английски език. Сключва брак с португалски журналист, докато живее в Порто и имат една дъщеря – Джесика, но бракът е краткотраен. След това се завръща във Великобритания и се заселва в Единбург, където живее сестра ѝ. През този период Роулинг среща много трудности, защото отглежда дъщеря си сама и разчита единствено на социални помощи. Въпреки това успява да завърши първата си книга за Хари Потър и след около година нейният агент я информира, че издателство Блумсбъри ще я публикува (1996 г.). Това е началото на световния успех на поредицата.
Омъжва се за д-р Нийл Мъри през 2001 г. Има 3 деца, две от този брак и една дъщеря (Джесика) от предишния краткотраен брак.
Днес Harry Potter е глобален бранд, оценяван на около 21 милиарда долара Поредицата „Хари Потър“, съдържаща 4195 страници, е преведена (изцяло или частично) на над 75 езика.
През февруари 2004 г. списание Forbes оценява състоянието ѝ на 576 милиона £, а през 2006 г. я обявява за първата писателка-милиардерка, и за втората най-богата жена от артистичните среди в света на шоу бизнеса, след шоу-водещата Опра Уинфри.

### След Хари Потър
През 2012 г. излиза нейната книга за възрастни The Casual Vacancy (на български – „Вакантен пост“).
През 2013 г. излиза романът „Зовът на кукувицата“ от автора Робърт Галбрейт. Тиражът е много малък, а писателят е представен като бивш военен, който е работил в Специалния отдел за разследване на Кралската Военна полиция, а сега е в областта на гражданската сигурност. Идеята за главния герой Корморан Страйк идва от неговите преживявания и приятелите от военните години.
Романът е бил аплодиран от критиката, но авторът не е бил познат на читателите. Не след дълго разследващите журналисти откриват, че това е писателката Роулинг, след което продажбите на книгата нарастват с над 4000%. Скандалът с името я кара да оповести публично своето авторство.

### Благотворителни прояви
Роулинг активно се занимава с набиране на средства за нуждаещите се. В края на март 2006 г. тя организира благотворителен бал в замъка Стирлинг, Шотландия, на който са събрани приходи от 351 000 долара. Те са за болните от множествена склероза в Шотландия. През януари същата година Роулинг събира над 170 000 евро за децата без родители в Европа на благотворителна вечеря в Букурещ. Дж. К. Роулинг е поканена в Румъния от баронеса Ема Никълсън, която председателства организация, занимаваща се със защита на децата. В началото на януари 2006 г. тя дарява свой ръкопис на търг с цел да подпомогне организацията за „Международното разпространение на книги“, която работи за ограмотяването в по-бедните държави по света. Всички приходи, събрани от книгите Fantastic Beasts and Where to Find Them и Quidditch Through the Ages, също така са дарени.

## Филмография
| Година        | Заглавие                                           | Кредитирана като | Кредитирана като | Кредитирана като | Кредитирана като       | Бележки                                                                                      | Изт.   |
| Година        | Заглавие                                           | Актриса          | Сценарист        | Продуцент        | Изпълнителен продуцент | Бележки                                                                                      | Изт.   |
| ------------- | -------------------------------------------------- | ---------------- | ---------------- | ---------------- | ---------------------- | -------------------------------------------------------------------------------------------- | ------ |
| 2003          | Семейство Симпсън                                  | Да               |                  |                  |                        | Озвучава епизодична роля в епизода The Regina Monologues                                     | [ 7 ]  |
| 2010          | Хари Потър и Даровете на Смъртта – част 1          |                  |                  | Да               |                        | Филмът е базиран на Хари Потър и Даровете на Смъртта                                         | [ 8 ]  |
| 2011          | Хари Потър и Даровете на Смъртта – част 2          |                  |                  | Да               |                        | Филмът е базиран на Хари Потър и Даровете на Смъртта                                         | [ 8 ]  |
| 2015          | Вакантен пост                                      |                  |                  |                  | Да                     | Телевизионен минисериал, базиран на Вакантен пост                                            | [ 9 ]  |
| 2016          | Фантастични животни и къде да ги намерим           |                  | Да               | Да               |                        | Филм, вдъхновен от Фантастични животни и къде да ги намерим, придружаваща книга „Хари Потър“ | [ 10 ] |
| 2017–настояще | Случаите на Корморан Страйк                        |                  |                  |                  | Да                     | Телевизионен сериал, базиран на романите за Корморан Страйк                                  | [ 11 ] |
| 2018          | Фантастични животни: Престъпленията на Гринделвалд |                  | Да               | Да               |                        | Филм, вдъхновен от Фантастични животни и къде да ги намерим, придружаваща книга „Хари Потър“ | [ 12 ] |
| 2022          | Фантастични животни: Тайните на Дъмбълдор          |                  | Да               | Да               |                        | Филм, вдъхновен от Фантастични животни и къде да ги намерим, придружаваща книга „Хари Потър“ | [ 13 ] |
| 2026–         | Хари Потър                                         |                  |                  |                  | Да                     | Телевизионен сериал, базиран на едноименната поредица                                        | [ 14 ] |